# ألبرت هوفا
ألبرت هوفا (بالألمانية: Albert Hoffa) (و. 1859 – 1907 م) هو جراح، وأستاذ جامعي ألماني، توفي في كولونيا، عن عمر يناهز 48 عاماً.

## التعليم
تعلم في جامعة ماربورغ، وتعلم في جامعة فرايبورغ
.